# Drayton (Dakota del Nord)
Drayton è un centro abitato (city) degli Stati Uniti d'America, situato nella Contea di Pembina nello Stato del Dakota del Nord. Nel censimento del 2000 la popolazione era di 913 abitanti. La città è stata fondata nel 1878.

## Geografia fisica
Secondo i rilevamenti dell'United States Census Bureau, la località di Drayton si estende su una superficie di 1,50 km², tutti occupati da terre.

## Popolazione
Secondo il censimento del 2000, a Drayton vivevano 913 persone, ed erano presenti 249 gruppi familiari. La densità di popolazione era di 598 ab./km². Nel territorio comunale si trovavano 440 unità edificate. Per quanto riguarda la composizione etnica degli abitanti, il 97,81% era bianco, lo 0,22% era nativo, lo 0,66% apparteneva ad altre razze e l'1,31% a due o più. La popolazione di ogni razza ispanica corrispondeva al 2,08% degli abitanti.
Per quanto riguarda la suddivisione della popolazione in fasce d'età, il 25,4% era al di sotto dei 18, il 5,4% fra i 18 e i 24, il 27,3% fra i 25 e i 44, il 22,3% fra i 45 e i 64, mentre infine il 19,6% era al di sopra dei 65 anni di età. L'età media della popolazione era di 40 anni. Per ogni 100 donne residenti vivevano 103,3 uomini.